# Pterogenius besucheti
Pterogenius besucheti is een keversoort uit de familie Pterogeniidae. De wetenschappelijke naam van de soort is voor het eerst geldig gepubliceerd in 1977 door Lawrence.